# Friedrich Kuhlau
Friedrich Daniel Rudolph Kuhlau, född 11 september 1786 i Uelzen (Hannover), död 12 mars 1832 i Köpenhamn, var en tysk-dansk tonsättare och pianist. 

## Biografi
Kuhlau var son till en oboist, och visade redan som mycket ung stor musikalisk begåvning. Han fick viss musikalisk utbildning men var till största delen autodidakt. Kuhlau var enögd, efter att ha förlorat sitt ena öga i en olycka vid sju års ålder. Familjen flyttade 1800 eller 1801 till från Hannover till Hamburg, där Kuhlau började arbeta som pianist, musiklärare och kompositör. Han rymde 1810 till Köpenhamn för att slippa bli utskriven till militärtjänst, och gjorde en tämligen snabb karriär inom det danska musiklivet som virtuos, modern pianist och kompositör. 
Från 1813 var Kuhlau verksam som kunglig kammarmusikus vid det danska hovet där han introducerade moderna musikaliska influenser från kontinenten, särskilt den samtida Beethoven, vilken Kuhlau beundrade stort och även kände personligen. Mellan 1816 och 1817 var han kontrakterad som sångmästare vid Det Kongelige Teater, och utnämndes 1828 till professor. Huvuddelen av Kuhlaus inkomster kom däremot från undervisning i piano, samt från försäljning av enklare stycken han komponerat för dåtidens modeinstrument, flöjt.
Sin största bestående inverkan på danskt musikliv gjorde han genom att introducera den spirande romantiken för dansk publik. Kuhlau blev 1825 ledamot av Kungliga Musikaliska Akademien i Stockholm. En omfattande eldsvåda 1831 innebar ekonomisk katastrof för Kuhlau, som dessutom förlorade ett stort antal manuskript i branden.

## Verk
Kuhlau publicerade fler än 200 verk i ett stort antal genrer. För samtiden var hans pianosonater och kompositioner för flöjt mycket spridda, verk som huvudsakligen var avsedda att användas i undervisningen. Sitt genombrott i Danmark fick han 1811 med operan Røverborgen med text av Oehlenschläger, men Trylleharpen (1817) och Elisa (1820) nådde inte samma framgångar. Succé gjorde däremot sagooperan Lulu (1824) som visar tecken på influenser från Rossini. Kuhlau uppskattades mycket av Studenterforeningen, och han tillägnade denna en samling kvartetter för manskör. Ur denna samling märks Über allen gipfeln, som ingick i mer eller mindre samtliga tyska sångböcker från 1800-talet, och Elskovsguden som blev mycket populär i Danmark.
I Sverige är han mest känd för sin Majsång ("O hur härligt majsol ler") som fortfarande (2007) sjungs vid valborgsmässofiranden.
I Danmark är Kuhlau framför allt ihågkommen för sin musik till sångspelet Elverhøi (1828), som länge var något av en dansk nationalsymbol.